# Задеснянський заказник
Задесня́нський заказник — ландшафтний заказник місцевого значення в Україні. Розташований у межах Чернігівського району Чернігівської області, неподалік від села Салтикова Дівиця.
Площа 940 га. Статус дано згідно з рішенням Чернігівської обласної ради від 21.03.1995 року. Перебуває у віданні СВК «Деснянський» (с. Салтикова Дівиця), Салтиково-Дівицька сільська рада.
Статус дано для збереження частини мальовничого лісового масиву, що зростає на заплаві річки Десна.

## Галерея

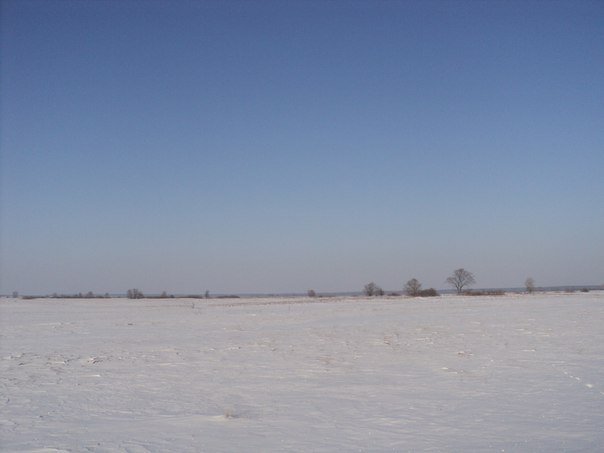
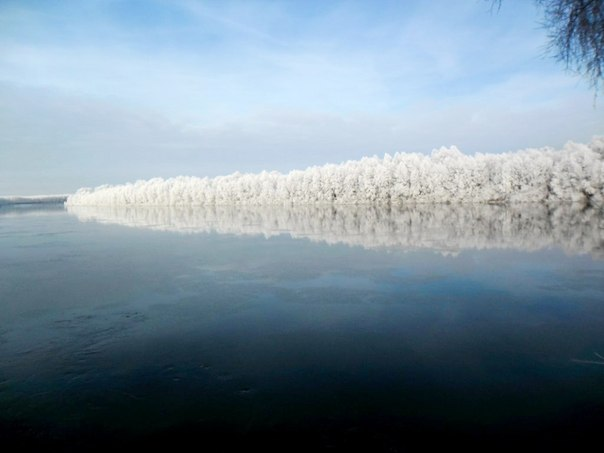
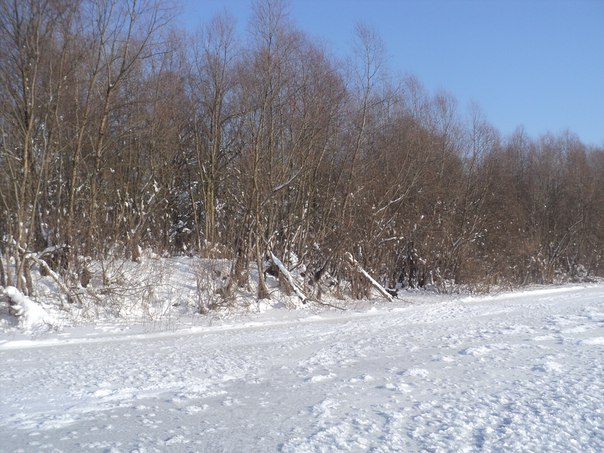